# Samuel Collardey
Samuel Collardey, nascut el 29 de juliol de 1975 a Besançon, és un realitzador i director de fotografia francés.